# Christoffer Balazik
Christoffer Stig-Otto Balazik, tidigare Johansson, född 29 augusti 1996 i Häggums församling, Skaraborgs län, är en svensk låtskrivare och musikproducent.

## Biografi
Christoffer Balazik föddes 1996 i Häggums församling. Han skrev låten Upp i luften tillsammans med Albin Johnsén, FERNAND MP, Mattias Andréasson och Pa Modou, som framför av Albin Johnsén feat. Pa under Melodifestivalen 2025.

## Låtar
Balazik har skrivit några av låtarna till Lova Drevstams skiva Nyanser av liv.
- 2023 – Sagan tog slut (tillsammans med Sebbe Huata).
- 2023 – Saltvatten (tillsammans med Dao och Pontus Söderman).

### Hello Mello
- 2024 – Över ytan (tillsammans med Calle Hellberg, Lisa Ajax, Max Huss och William Segerdahl).[3]

### Melodifestivalen
- 2024 –  Take My Breath Away (tillsammans med Albin Johnsén, Kim Cesarion, Mattias Andréasson och William Segerdahl).
- 2025 – Upp i luften (tillsammans med Albin Johnsén, Fernand MP, Mattias Andréasson och Pa Modou).